# Бартошице
Бартошице (пол. Bartoszyce, нем. Bartenstein) — город в Польше, входит в Варминьско-Мазурское воеводство, Бартошицкий повят. Имеет статус городской гмины. Занимает площадь 11,79 км². Население — 23810 человек (на 2018 год).
Повят расположен на севере воеводства в долине реки Лыны (рус. Лава), раскинувшись на обоих её берегах в исторической области Бартия (нем. Gau Barten), на равнине с высотами 50—80 м над уровнем моря. Город с многовековой историей и традициями, сложившимися под влиянием польских, немецких и восточно-славянских.
В 1975—1998 годах Бартошице административно относился к Ольштынскому воеводству. Важный транспортный узел и административный, культурно-исторический центр воеводства.
Расстояние до Ольштына — 71 км, до Гданьска — 177 км, до Варшавы — 256 км, до границы с Россией — 17 км, расстояние до российского Калининграда — 58 км.

## История
Замок Тевтонского Ордена Бартенштейн был воздвигнут ещё в период его первоначального проникновения в Пруссию — в 1241 году. В тот момент он был ещё деревянно-земляным. С началом Великого восстания в 1260 году пруссы осадили замок. После четырёхлетней осады гарнизон тайно покинул его, а укрепления были разрушены. Воссозданный вскоре заново, замок был повторно сожжён судавами в 1273 году.
Каменный замок построен в 1274—1280 годы. В XIV—XV веках он был резиденцией пфлегера комтурства Бальга. Полностью разрушен во время Тринадцатилетней войны 1454—1466 годов и более не восстанавливался.
Город (с названием Розенталь) основан комтуром Дитрихом фон Альтенбургом в 1326 году, городские привилегии (с именованием Бартенштейн) дарованы Великим магистром Лютером Брауншвейгским в 1332 году. В 1353—1359 годах комтур Бальги Хеннинг Шиндекопф обнес город оборонительной стеной.
В Тринадцатилетнюю войну 1454—1466 годов город поддержал поначалу Прусский союз, и именно его жители разрушили орденский замок. Однако уже в 1460 году город заключил мир с рыцарями Ордена.
Реформация встретила в Бартенштейне сопротивление со стороны Маврикия Фарбера (1523—1537), запретившего въезд в город протестантским священникам. Но уже в 1525 году обе церкви города стали протестантскими, а первая католическая церковь вновь открылась лишь в конце XIX века.
В 1656 году в Бартенштейне состоялась встреча шведского короля Густава Адольфа с курфюрстом бранденбургским Фридрихом Вильгельмом, а в 1661 году здесь собрался Прусский Ландтаг.
26 апреля 1807 в Бартенштейне королём Пруссии Фридрихом Вильгельмом III и императором Александром I подписан трактат о союзе против Наполеона.
Железнодорожное сообщение открыто с 24 сентября 1866 года, телеграф — в 1881 году, телефон — в 1899.
В старину город этот носил также название Бартельштейн в память епископа Варфоломея, в значительной степени способствовавшего распространению христианства в земле пруссов. Каменная статуя епископа, долго хранившаяся в забытом всеми закоулке, в 1767 г. была поставлена на городской площади. В 1807, с апреля до июня, в нем была главная квартира соединенных русских и прусских войск.

## Рост населения
В 1890 году в городе проживало 6442 человек, из них 265 католиков и 65 евреев. В 1939 году в Бартошице было 11268 жителей — 10030 евангелистов, 848 католиков, 159 последователей других христианских конфессий и 11 евреев.
Ниже показан рост населения с 1875 по 2005 год.

## Памятники истории и архитектуры
- Старый город (Старе Място) XIV века
- Костёл св. Бруно 1882—83 гг.
- Костёл св. Иоанна Крестителя XV века
- Костёл св. Иоанна Евангелиста и Богоматери Ченстоховской 1332 года
- Лидзбаркские врата 1410 года[5]

## Галерея

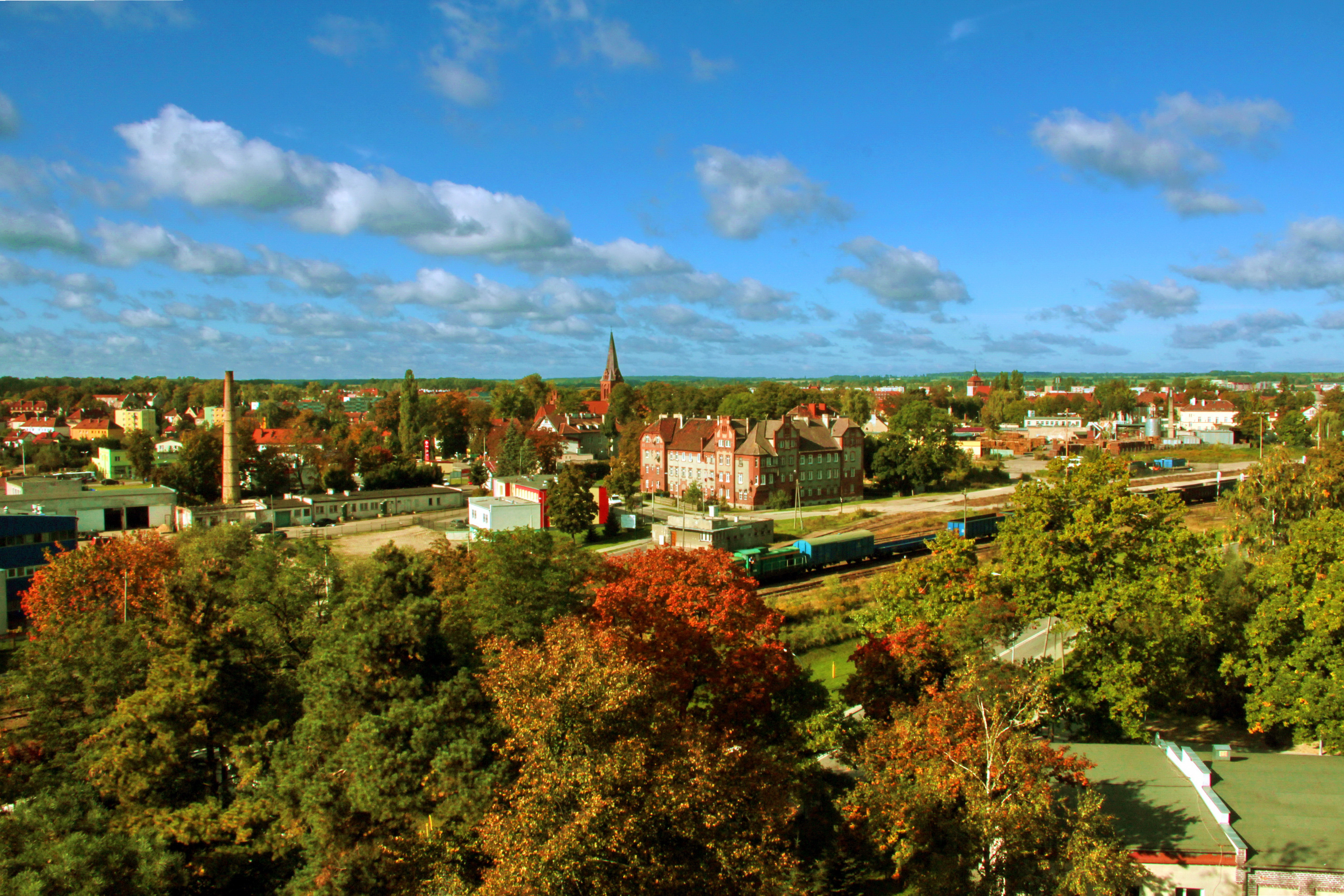
Stadtpanorama
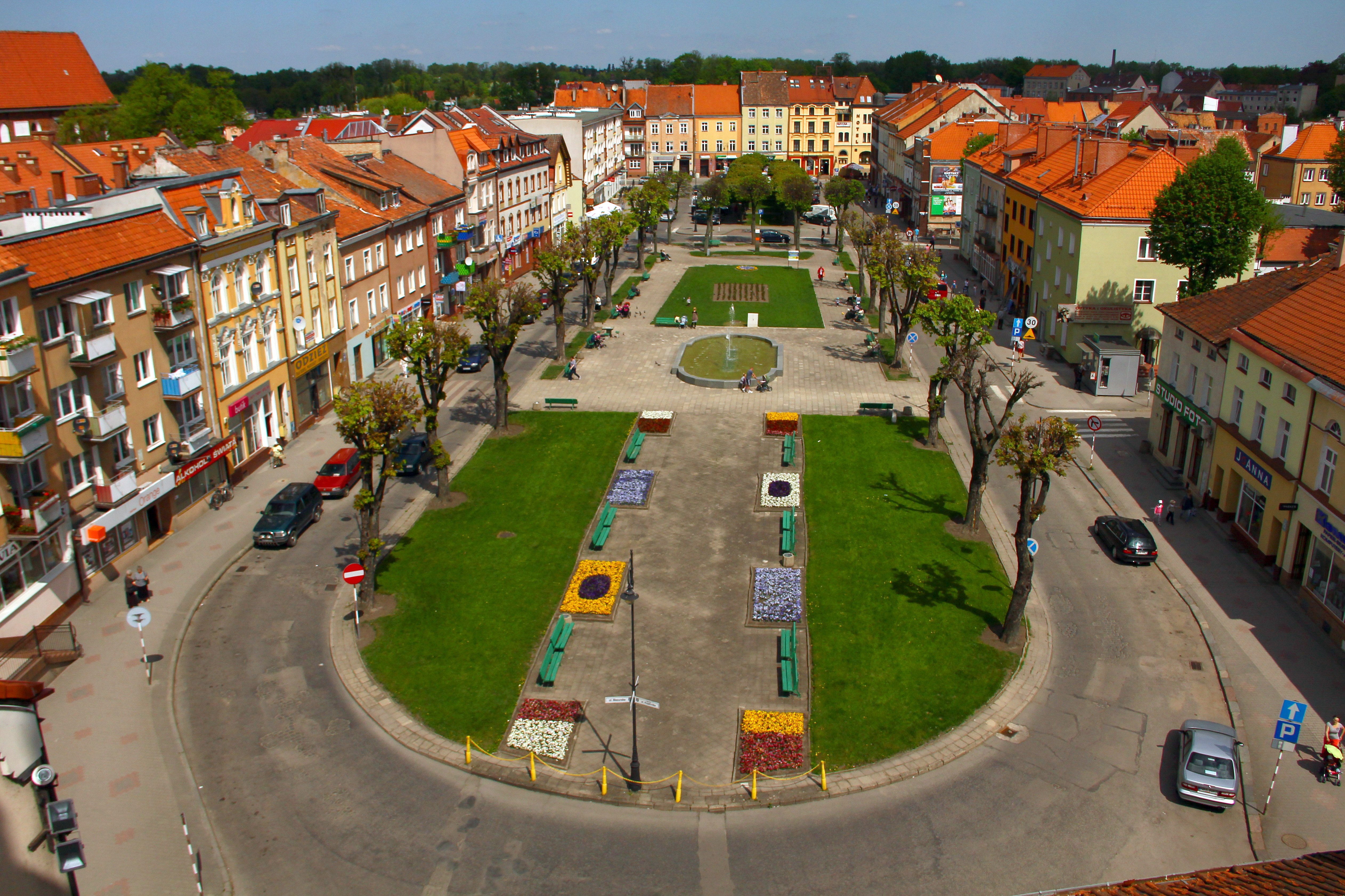
Platz beim Stadtzentrum
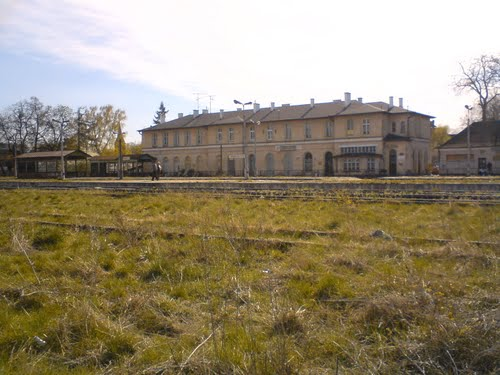
Bahnhofsgebäude
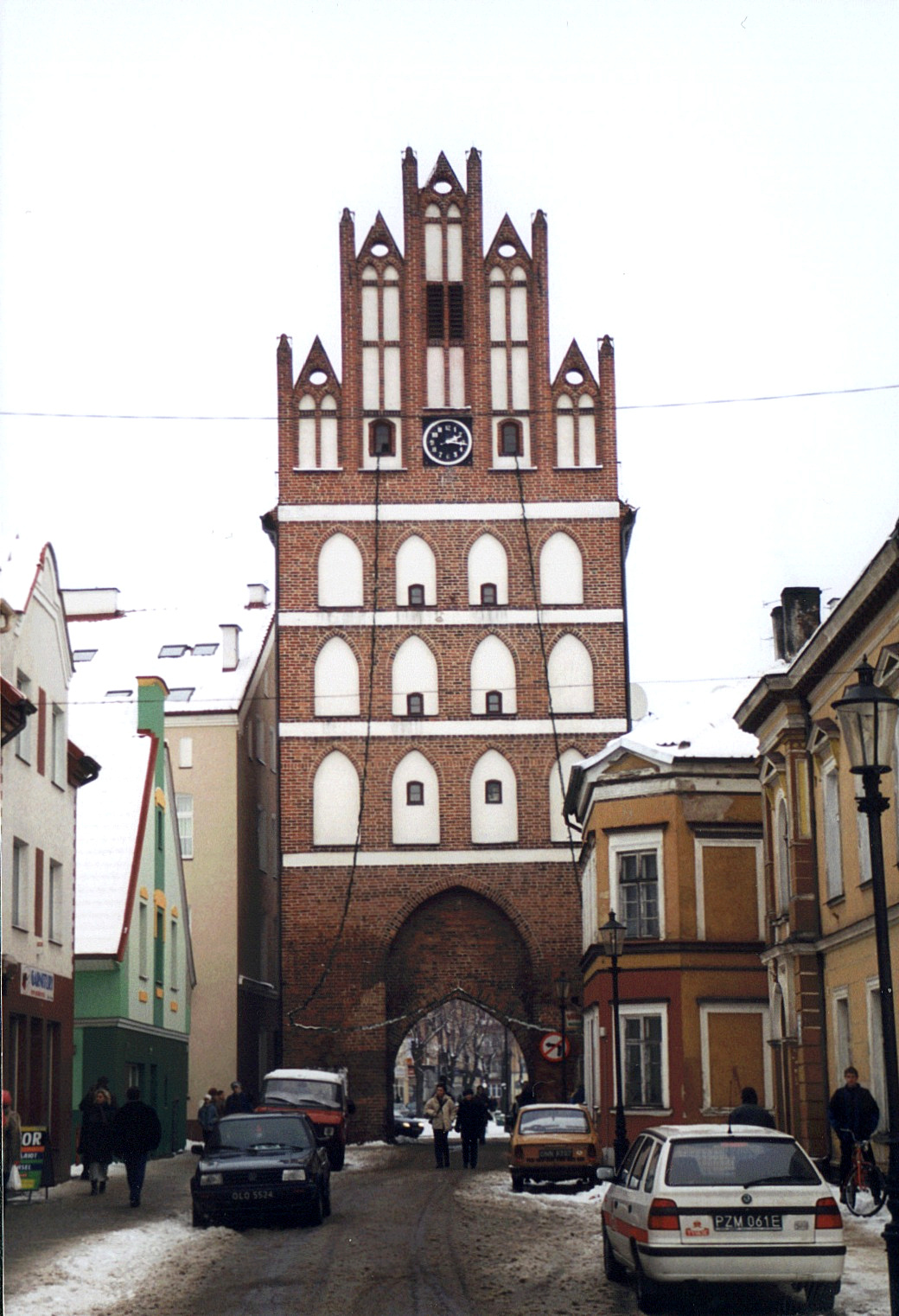
Хайлсбергерские ворота
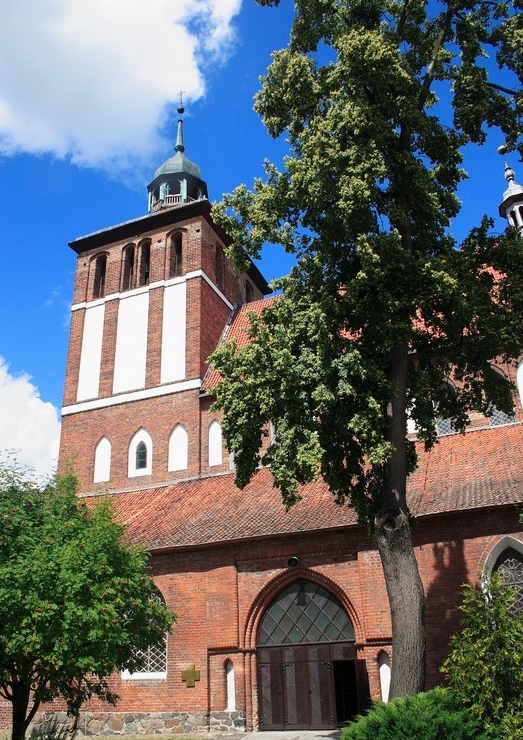
Stadtpfarrkirche
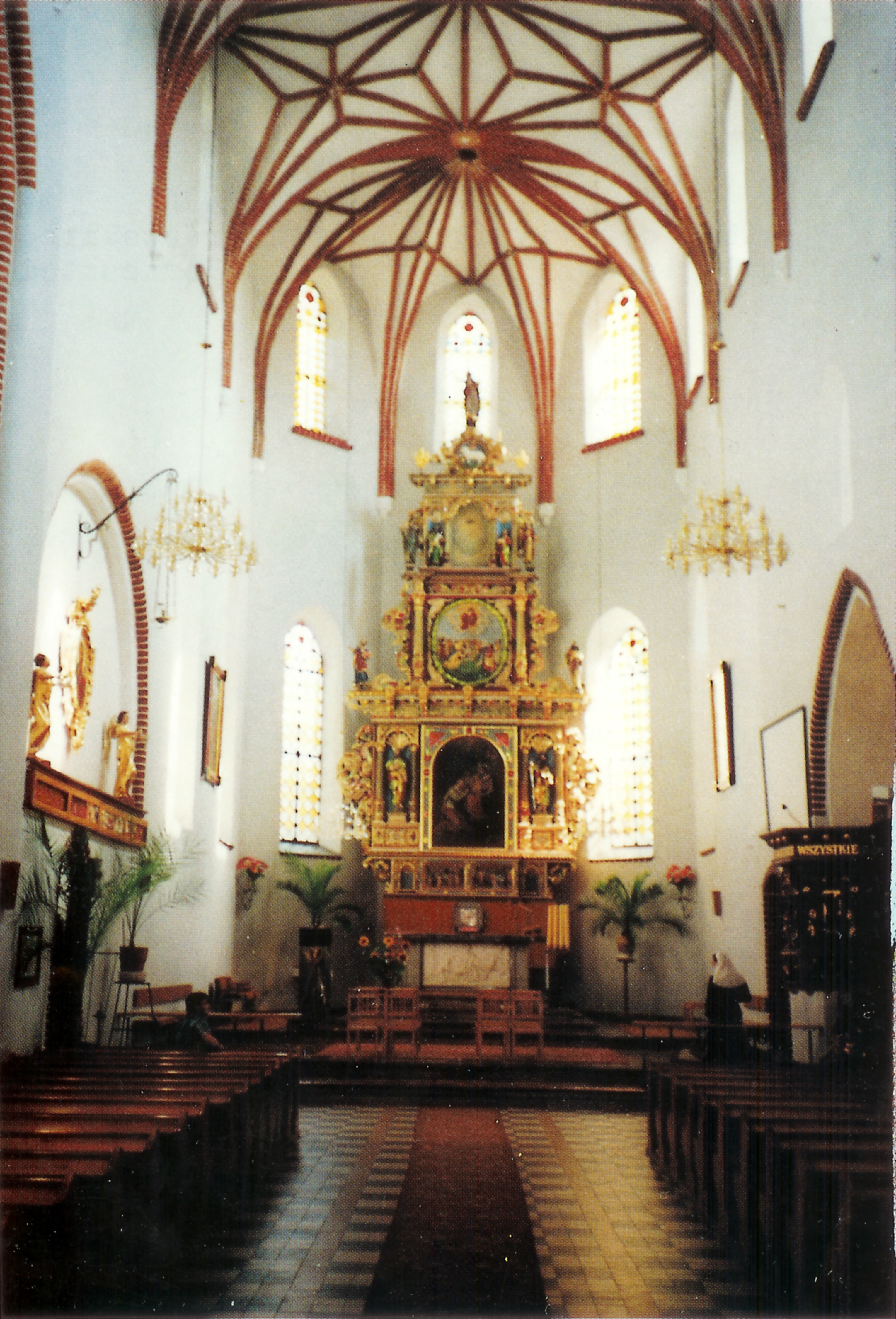
Tilsiter Altar

## Города-побратимы
- Пионерский, 2000
- Багратионовск, 2001
- Нинбург (Везер), 2002
- Эммабуда, Кальмар (лен), 2003
- Млава, 2001

## Известные личности города
- Эрвин Гешоннек (1906—2008) — немецкий актёр, добившийся большого успеха в ГДР.
- Оскар Готлиб Бларр (род. 6 мая 1934, близ Бартошице) — немецкий композитор и органист.

## Топографические карты
- Лист карты N-34-XV Бартошице. Масштаб: 1 : 200 000. Состояние местности на 1980-1984 год. Издание 1987 г.